# Armavir (cidade antiga)
Armavir (em armênio: Արմաւիր) ou Armavira (Armavira; em grego: Αρμαουιρα; romaniz.: Armaouira) foi uma grande cidade comercial e a capital da Armênia durante o reinado da dinastia orôntida.

## Nome
A etimologia precisa do nome Armavir é disputada. A tradição histórica preservada na História da Armênia de Moisés de Corene atribuiu sua fundação ao mítico Arameis, que também lhe deu seu nome em sua honra. Armen Petrosyan sugeriu que tanto Armavir, como Armazi, no antigo Reino da Ibéria, derivam da divindade lunar hitito/luvita Arma, cujo nome aparece num grande número de nomes pessoais teofóricos (por exemplo, Armaziti, "Homem de Arma").

## História
As ruínas de Armavir estão localizadas na planície de Ararate. O sítio já passou por escavações irregulares limitadas que revelaram que se tratava de um centro mudado. Em 1911 foram descobertas três inscrições gregas, e em 1927 outras quatro. Segundo a História da Armênia de Moisés de Corene atribuiu sua fundação ao mítico Arameis, neto do patriarca Haico. Sabe-se, no entanto, sabe-se que foi fundada numa colina desocupada com vista ao rio Araxes pelo rei Arguisti I (r. 786–764 a.C.) com o nome de Arguistiquinili, "Cidade de Arguisti", e logo se tornou a segunda capital do Reino de Urartu e principal cidade ao norte do reino. No final do século VII a.C., com as incursões citas, perdeu sua relevância política por conta da constante ameaça e foi eventualmente destruída.
A cidade foi eventualmente reocupada no século IV a.C., quando os orôntidas da satrapia da Armênia aproveitaram o vácuo de poder deixado pela conquista do Império Aquemênida por Alexandre, o Grande para expandirem-se à planície de Ararate. Em decorrência de sua localização privilegiada na rota comercial que ligava a Cólquida com a Pérsia, foi escolhida como capital política e centro religioso. No reinado de Orontes IV (r. 212–200 a.C.), a capital foi transferida à recém-fundada Eruandaxata, supostamente porque o Araxes alterou seu curso. Por conseguinte, o centro cúltico dos orôntidas foi transferido para Bagarana. Depois disso, Armavir passou por um gradual processo de declínio até seu eventual abandono, sobretudo devido às sucessivas mudanças de capital que ocorreram depois disso, primeiro para Artaxata no século II a.C., e então para Valarsapate no século II d.C..